# Camptonotus affinis
Camptonotus affinis is een rechtvleugelig insect uit de familie Gryllacrididae. De wetenschappelijke naam van deze soort is voor het eerst geldig gepubliceerd in 1903 door Rehn.